# Aeroportul Donaldson Center
Aeroportul Donaldson Center (IATA: GDC, ICAO: KGYH, FAA LID: GYH) este un aeroport din Carolina de Sud, Statele Unite ale Americii ce deservește zona Greenville⁠(d). Aeroportul a fost tranzitat în 2019 de 8 pasageri.
Situat la o altitudine de 291 m, aeroportul dispune de 1 pistă.

## Infrastructură

### Piste
Aeroportul dispune de o singură pistă. Pista 5/23 are suprafața de beton și dimensiunile 8.000 picioare × 150 picioare. 